# Protoribates crassisetiger
Protoribates crassisetiger är en kvalsterart som beskrevs av Choi 1986. Protoribates crassisetiger ingår i släktet Protoribates och familjen Protoribatidae.

## Underarter
Arten delas in i följande underarter:
- P. c. crassisetiger
- P. c. nipponicus